# Ernst Mawick
Ernst Mawick (* 11. September 1902 in Bielefeld; † 23. März 1979 in Lingen (Ems)) war ein deutscher Verwaltungsjurist.

## Werdegang
Nach der Reifeprüfung 1921 an der Oberrealschule in Hamm absolvierte er eine zweijährige Lehre bei der Deutschen Bank in Hamm. Im Anschluss studierte er Rechts- und Staatswissenschaften in Gießen, München und Münster. Dem Referendarexamen 1926 folgte 1928 in Gießen die Promotion. Nach der Zweiten juristischen Staatsprüfung 1930 arbeitete er beim Magistrat der Stadt Hamm. 1933 wurde er zum Regierungsassessor ernannt und wechselte als Umlegungskommissar an das Landeskulturamt in Breslau. Von 1934 bis 1941 war er – unterbrochen vom Kriegsdienst an der Westfront – Vorsteher des Kulturamtes in Dortmund, von 1941 bis 1945 Landeskulturrat bei der Landeskulturverwaltung in Danzig.
1946 wurde er durch die britische Militärregierung erneut mit der Leitung des Kulturamtes Dortmund betraut. Am 18. Februar 1946 wurde er zum Oberkreisdirektor des Landkreises Grafschaft Bentheim gewählt. Am 13. Oktober 1967 trat er in den Ruhestand.

## Ehrungen
- 28. September 1955: Offizier des Ordens von Oranien-Nassau
- 8. Mai 1965: Ehrenzeichen des Deutschen Roten Kreuzes
- 13. Oktober 1967: Verdienstkreuz 1. Klasse der Bundesrepublik Deutschland
- 1. Oktober 1974: Niedersächsischer Verdienstorden
- 9. Februar 1979: Goldene Verdienstnadel der Bundesvereinigung der Lebenshilfe für geistig Behinderte

## Veröffentlichungen
- Fünfzehn Jahre Lebenshilfe-Arbeit im Landkreis Grafschaft Bentheim. In: 100 Jahre Landkreis Grafschaft Bentheim 1885–1985. Herausgegeben von Heinrich Voort im Auftrage des Landkreises Grafschaft Bentheim. Das Bentheimer Land, Bd. 108, Verlag Heimatverein der Grafschaft Bentheim e. V., Bad Bentheim 1985, S. 304–312.